# Kessel-Lo
Kessel-Lo ist eine Teilgemeinde der belgischen Stadt Löwen. Der Namensbestandteil Kessel geht auf das lateinische Castellum zurück. Lo ist dagegen ein historischer Ausdruck im Niederländischen für Wald.

## Geschichte
Das Gründungsdatum von Kessel-Lo ist unbekannt, aber schon in der Römerzeit stand eine kleine Festung auf den Kesselsen-Bergen.
Graf Gottfried I. von Löwen, damaliger Herzog von Niederlothringen, schenkte 1125 das Allod Vlierbeek der Abtei Affligem mit der Absicht, dass diese dort ein Benediktinerkloster gründete. Nach der Abschaffung aller Klöster durch die französischen Machthaber am 1. September 1796 wurden die Mönche 1797 gezwungen, die Abtei Vlierbeek zu verlassen.
Kessel-Lo besteht aus den Teilen Kessel und Lo. Vor 1827 gehörte Kessel zur Gemeinde Linden und Lo zur Gemeinde Pellenberg. 1827 wurden diese vereinigt zur neuen Gemeinde Kessel-Lo.
Bis 1977 war Kessel-Lo eine eigenständige Gemeinde. Am 1. Januar 1977 wurde Kessel-Lo im Zuge des Zusammenschlusses belgischer Gemeinden zur Stadt Löwen eingemeindet.

## Wappen
Das Wappen stellt Maria dar. Oben sind Sonne und Mond zu erkennen.

## Söhne und Töchter der Gemeinde
- Alfons Vranckx (1907–1979), belgischer Justizminister von 1968 bis 1973